# Jane F. Gardner
Jane Fisher Gardner (* als Jane Fisher Mitchell am 10. März 1934; † 28. Januar 2023 in Reading) war eine britische Althistorikerin.
Gardners Forschungen zur Rolle der Frauen, der römischen Familie und Gesellschaft gelten als herausragend. Von 1961 bis 1963 arbeitete sie an der Cardiff University. Von dort ging sie an die University of Reading. Dort lehrte sie ab 1964 als Assistant Lecturer, seit 1966 als Lecturer, ab 1988 als Senior Lecturer und schließlich von 1993 bis zu ihrer Emeritierung 1999 als Professorin für Alte Geschichte. Für ihre wissenschaftlichen Leistungen wurde sie 1999 von der University of Oxford zum Doctor of Letters ernannt. An der Universität bekleidete sie neben der Lehre diverse Leitungsämter. Von 1998 bis 2001 nahm sie eine Spezialprofessur an der University of Nottingham wahr, wo sie mit ihrem Kollegen Thomas Wiedemann das epochenübergreifende International Centre for the History of Slavery mit aufbaute, das heutige Institute for the Study of Slavery (ISOS). Am Ure Museum of Greek Archaeology war sie von 1976 bis 1992 Kuratorin und Leihgeberin für Sonderausstellungen.
Mit zwei viel beachteten Quellensammlungen versuchte Gardner, die Antike Welt auch für die Nichtfachleute zu erschließen. Auch als Übersetzerin trat Gardner hervor. Ihre Übersetzungen bei Penguin Books von Caesars De bello Gallico (The Conquest of Gaul, 1983) und De bello civili (1976) werden weiter aufgelegt.

## Einzelbelege
1. ↑  Institute for the Study of Slavery (ISOS) – The University of Nottingham. Abgerufen am 2. August 2022.

| Personendaten    | Personendaten                                                                                                 |
| ---------------- | --- |
| NAME             | Gardner, Jane F.                                                                                              |
| ALTERNATIVNAMEN  | Gardner, Jane Fisher (vollständiger Name); Jane Fisher Mitchell (Geburtsname); Jane F. Mitchell (Geburtsname) |
| KURZBESCHREIBUNG | britische Althistorikerin                                                                                     |
| GEBURTSDATUM     | 10. März 1934                                                                                                 |
| STERBEDATUM      | 28. Januar 2023                                                                                               |
| STERBEORT        | Reading |